# BMW 2 시리즈
BMW 2 시리즈는 독일의 자동차 회사인 BMW의 쿠페/컨버터블, MPV, 패스트백 라인업이다.

## 1세대

### 쿠페, 카브리올레 (F22, F23)

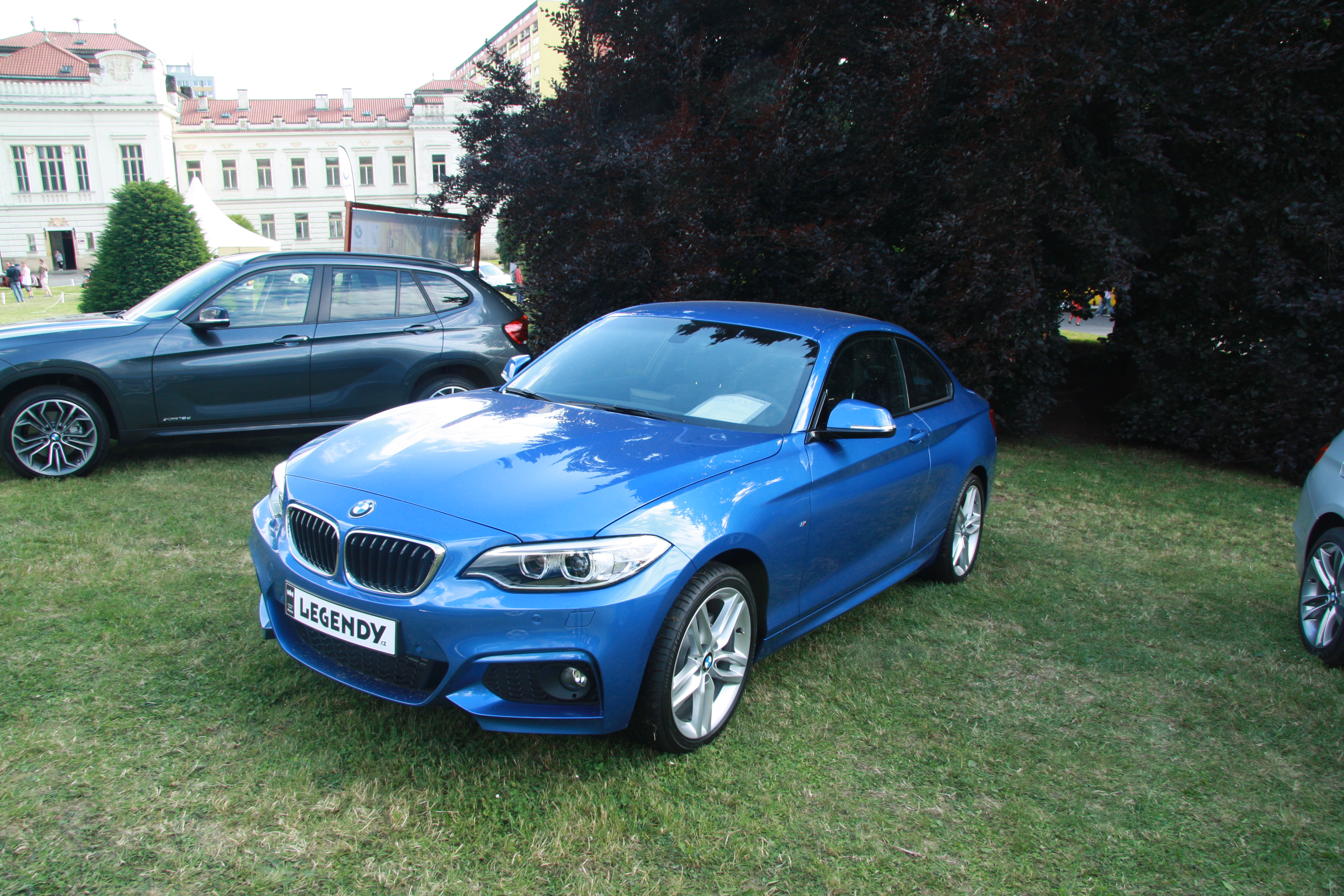
BMW 2 시리즈 쿠페 정측면

2013년 11월에 1 시리즈 쿠페를 대체하는 차종으로 출시되었다. 1 시리즈와 마찬가지로 후륜구동이다. 라인업의 경우 220d, 228i가 있으며, 고성능 버전으로 M235i가 있다. 그 중에서 대한민국에서는 220d 쿠페만 수입되고 있다가 판매가 중단되었다. 2015년 10월 19일에 M2가 공개되었다.

### 액티브 투어러 (F45)

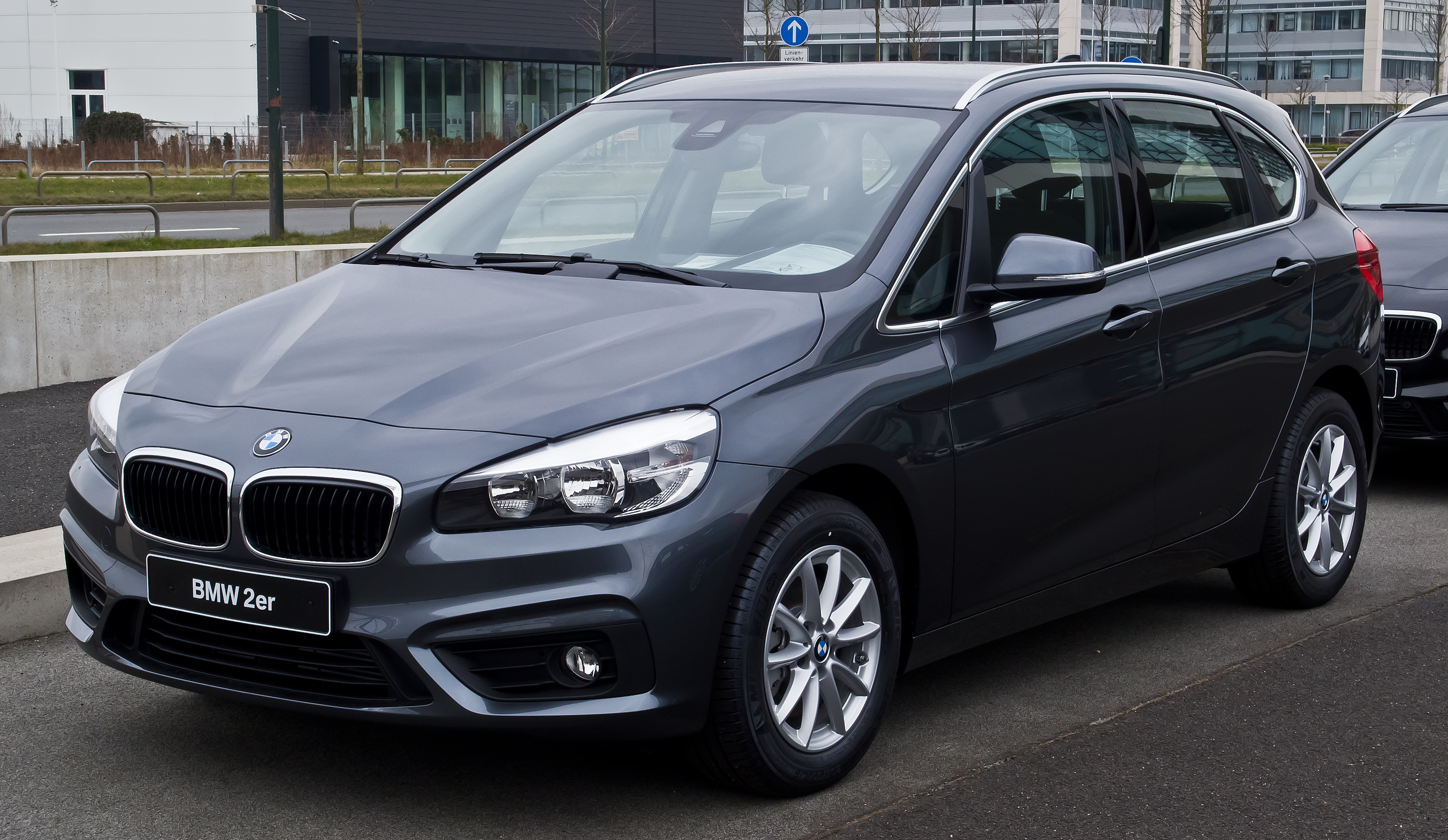
BMW 2 시리즈 액티브 투어러 정측면

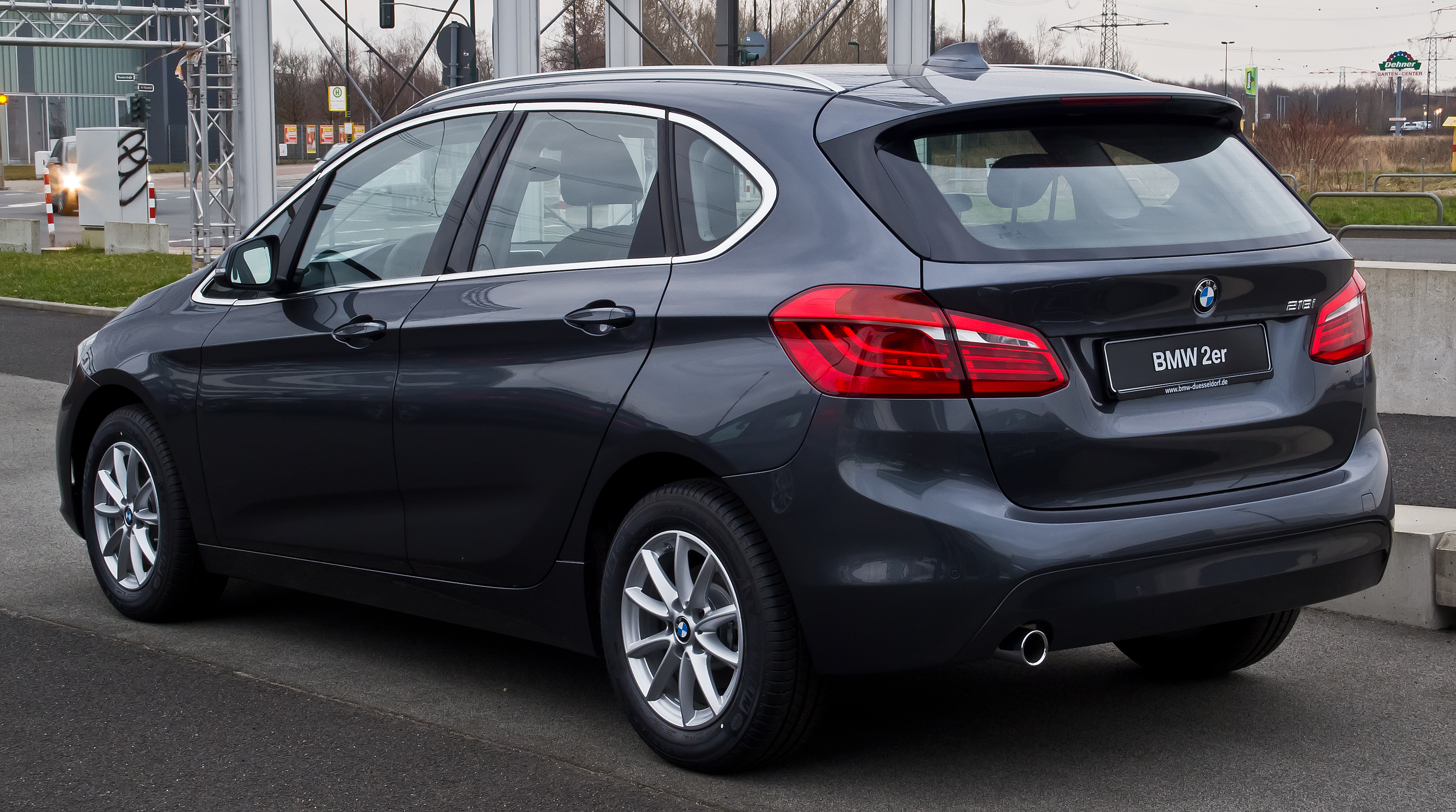
BMW 2 시리즈 액티브 투어러 후측면

2014년 3월에 제네바 모터쇼를 통해 처음 공개되었고, 같은 해 9월에 출시된 해치백 스타일의 5인승 MPV이다. 또한 역대 BMW 라인업 중 최초의 전륜구동 MPV이다. 다른 BMW 모델들과 달리 자동변속기는 ZF가 아닌 아이신의 것을 이용한다. 라인업의 경우, 218i, 220i, 225i, 216d, 218d, 220d가 있다. 대한민국에서는 2015년 2월 25일에 판매가 시작되었으며, 218d 전륜구동 사양만 수입중이다.

### 그란 투어러 (F46)

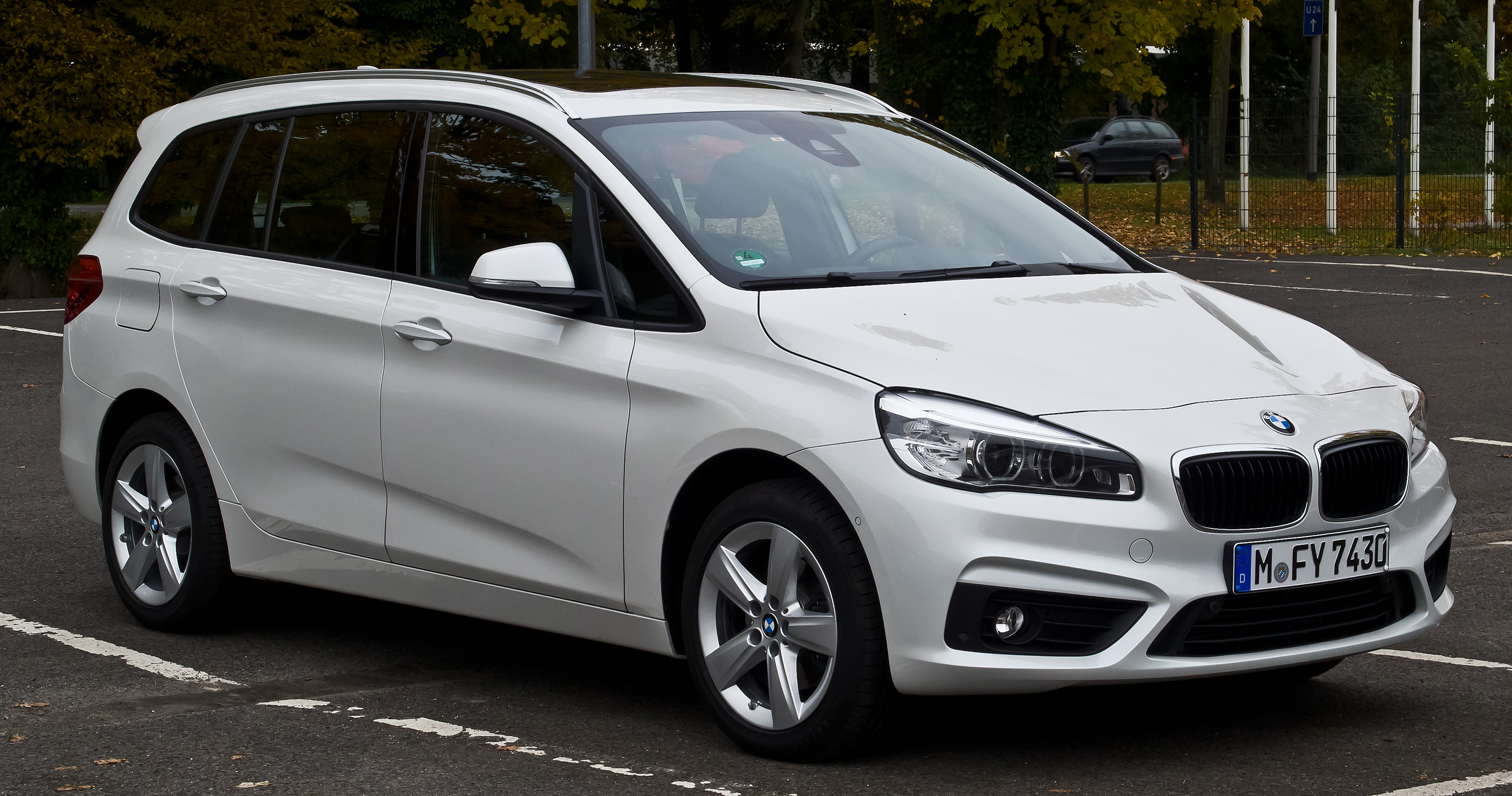
BMW 2 시리즈 그란 투어러 정측면

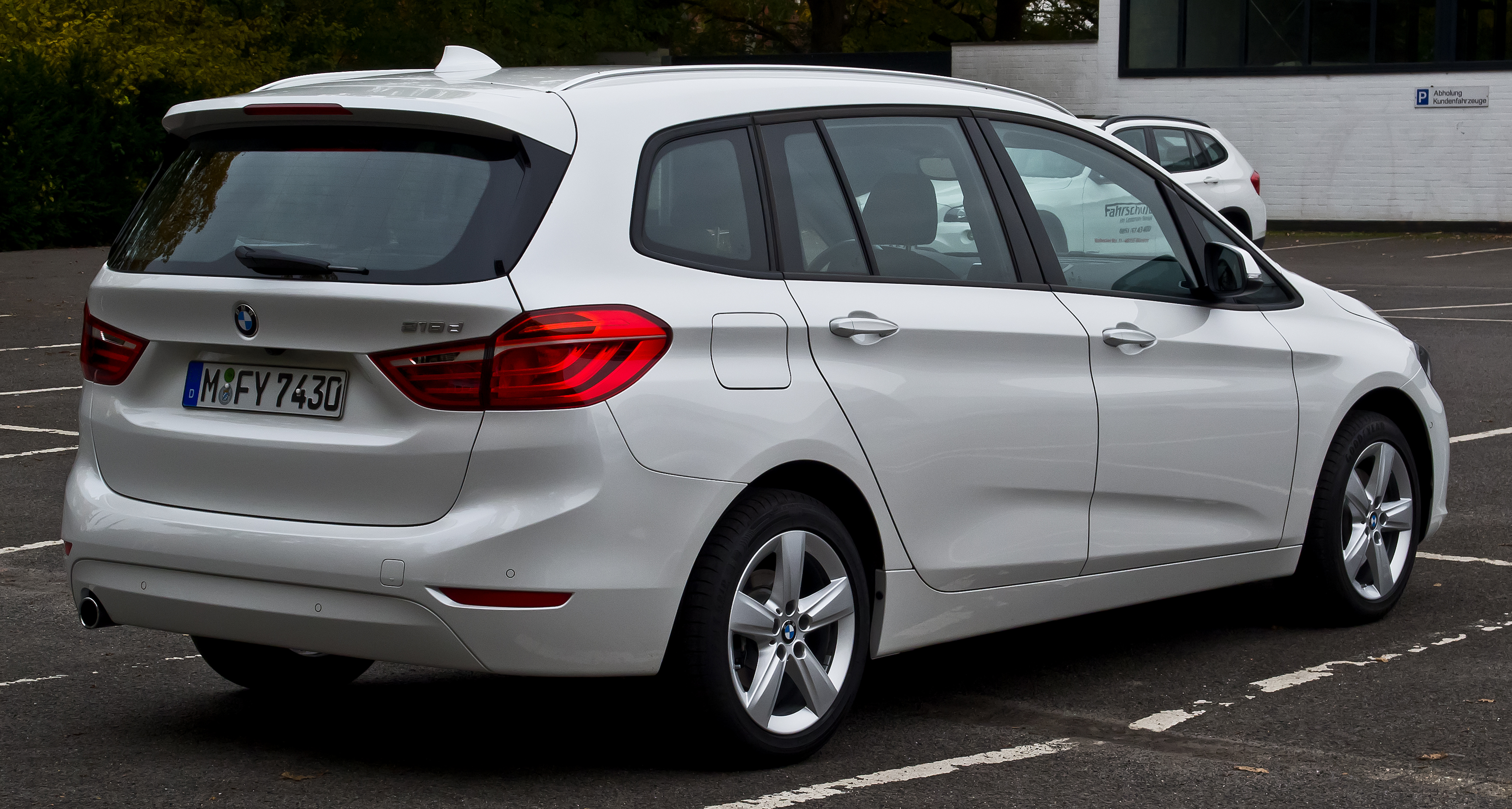
BMW 2 시리즈 그란 투어러 후측면

2015년 3월에 액티브 투어러를 기반으로 출시된 롱바디 버전이며, 7인승 MPV이다. 라인업의 경우 218i, 220i, 216d, 218d, 220d가 있다. 주요 경쟁 차종으로는 기아 카렌스, 쉐보레 올란도 등이 있다.

## 2세대

### 그란쿠페(F44)

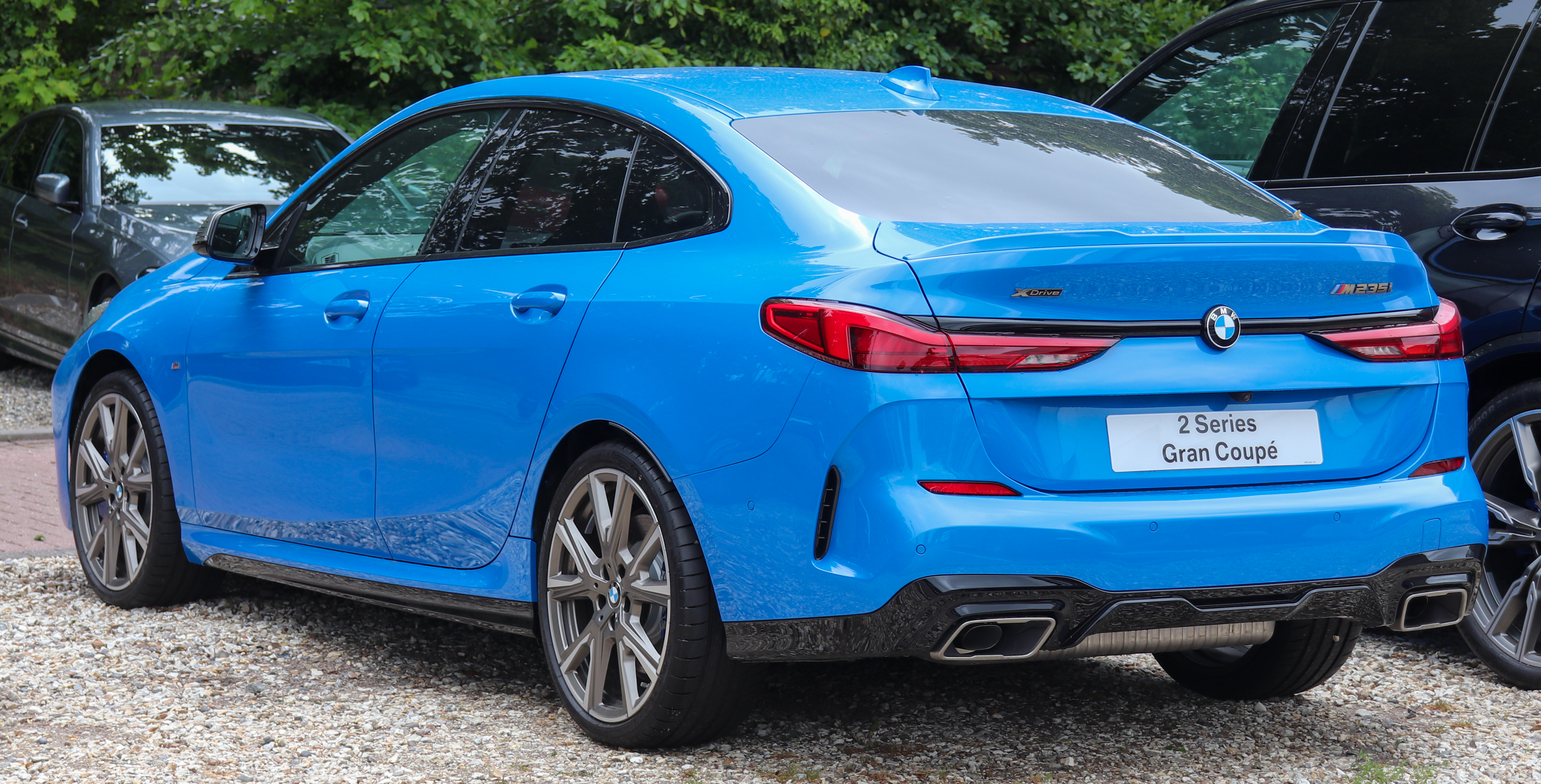

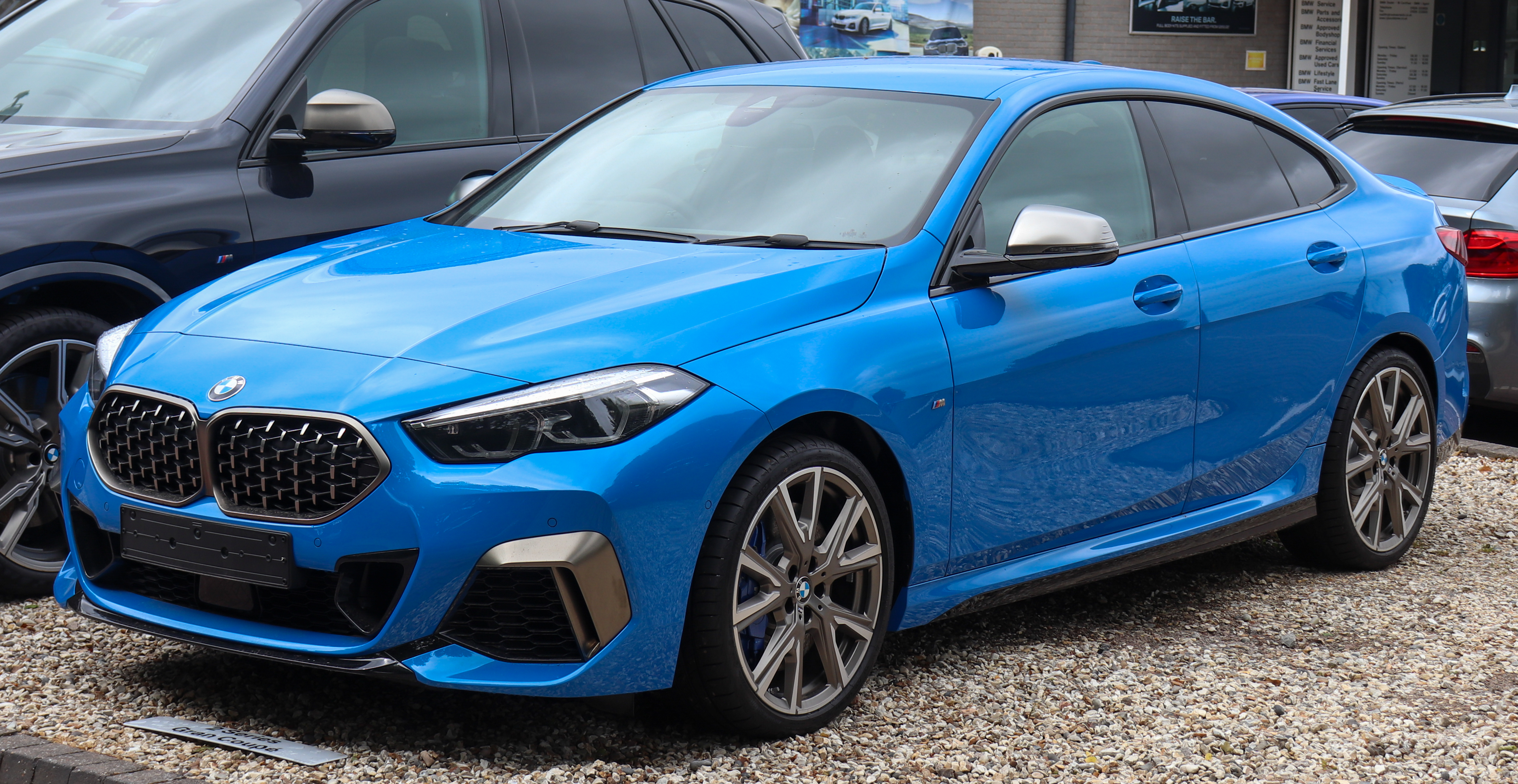

2019년 10월에 액티브 투어러(F45)과 그란 투어러(F46)처럼 전륜 구동 BMW UKL 플랫폼을 이용한 그란 쿠페가 공개되었다. 한국에서는 2020년 2월 22일에 220d가 들여온다. 2021년에는 220d보다 출력이 낮은 218d를 들여오며, 세미-고성능 모델 M235i도 들여왔다. 218d 덕분에 공격적인 프로모션으로 실구매가가 3000만원에 살 수 있다. 그런데 올해 하반기부터 1시리즈처럼 디젤 모델을 대체하기 위해, 220i를 출시했다.

### 쿠페(G42)

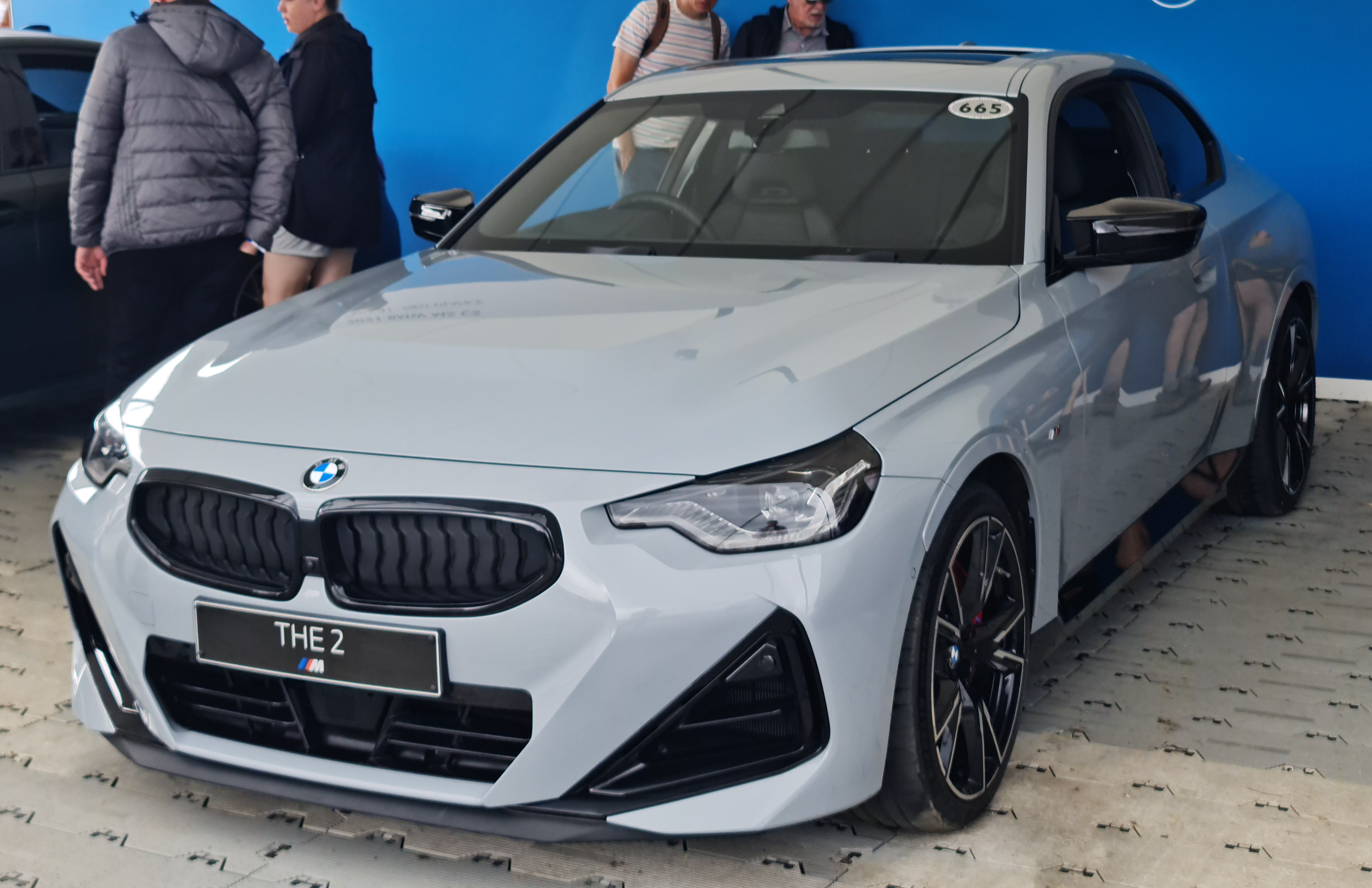

이 세대부터는 카브리올레가 단종되며, 쿠페 모델이 2021년 7월 6일에 공개되었으며, CLAR 플랫폼을 기반으로 한지, 차덕들 사이에서는 미니 4시리즈라고 부른다. 이 차량은 그란쿠페와 생산지가 다른 멕시코에서 생산되어 출시된다고 한다. M235i보다 높은 M240i xdrive 모델을 출시할 예정이며, 내년에는 230i도 추가된다고 한다. 이걸 바탕으로 고성능 모델인 신형 G87 M2도 출시될 예정이다. G87 M2는 G80 M3에서 쓰이고 있는 자사의 S58 엔진을 디튠해, 400마력대의 출력을 낸다.

### 액티브 투어러
스파이샷이 목격되었으며, 내년에 공개될 예정이다.

## 경쟁 차량
- 벤츠 - B 클래스